# Ray Lawler
Ray Lawler született: Raymond Evenor Lawler (Footscray, Victoria, 1921. május 23. – Melbourne, 2024. július 24.) ausztrál színműíró, dramaturg, színész.

## Életpályája
Külvárosi proletárcsaládból származik, az első modern ausztrál drámaírónak tartják. Egyetlen nemzetközi sikere a The Summer of the Seventeenth Doll (A tizenhetedik baba nyara, 1955). Említésre méltó még a The Piccadilly Bushman című munkája (1959), mellyel az ausztrál emberek természetét akarja kifejezni. Lawler hatástalanságának legfőbb oka, hogy csaknem minden alakja provinciális jelentőségű.